# 侯亮
侯亮（1957年1月—）。男，汉族，河北康保人，中华人民共和国政治人物。省委党校在职研究生学历，河北师范大学法学硕士学位。

## 生平
1975年12月参加工作，1983年4月加入中国共产党。曾任中共张家口地委研究室副主任、正处级研究员，张家口市煤炭局副局长（正处级），中共阳原县委副书记、代县长、县长，中共阳原县委书记，张家口市副市长，中共张家口市委常委、秘书长，中共张家口市委常委、副市长（分工政府常务工作），中共张家口市委副书记，中共张家口市委副书记、统战部部长等职务。2012年2月，任中共张家口市委副书记、市长。2013年，被选为第十二届全国人大代表。2015年7月，任中共张家口市委书记。2017年2月，不再担任中共张家口市委书记。